# 清水混凝土

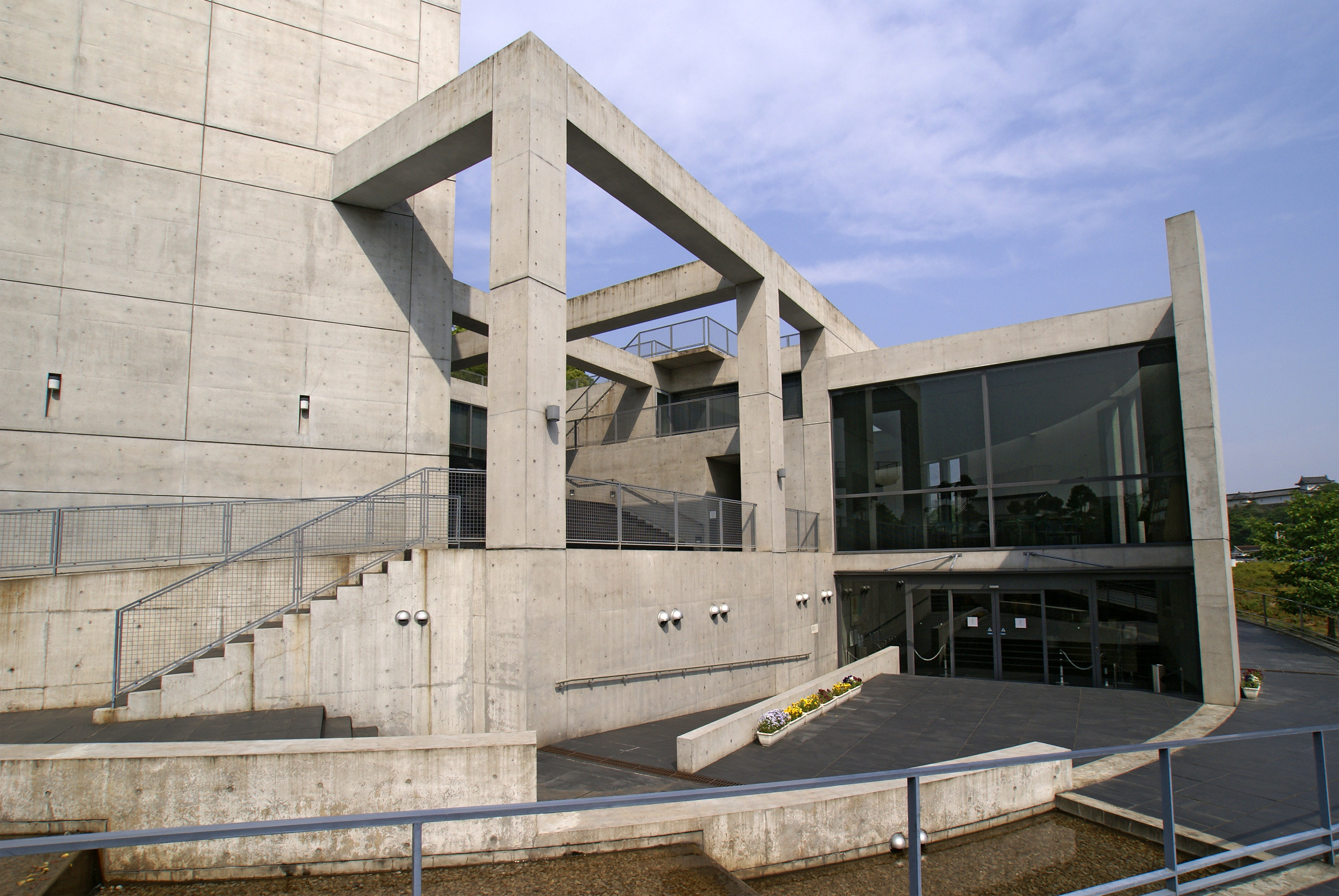
姬路文學館（安藤忠雄設計）。是建築物活用清水混凝土之一例。

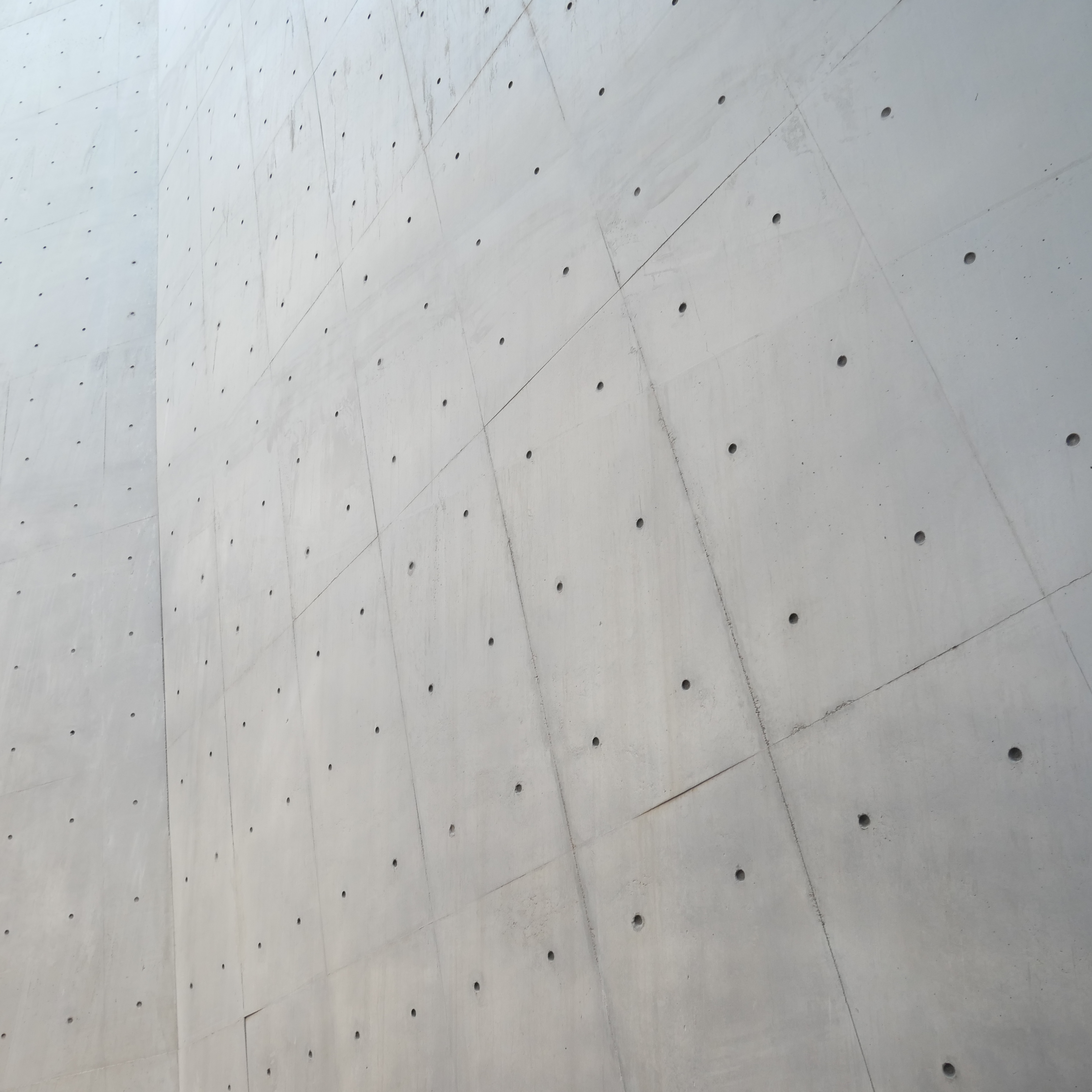
新北市立十三行博物館清水模內牆

清水混凝土，又名清水模（英語：raw concrete，法語發音：[betɔ̃ bʁy]）是一個法語術語，用英語翻譯成“原始混凝土”。 該術語用於描述鑄造後未完成的混凝土，是建築現代主義的一種表現手法。基本的想法於混凝土澆築後，不再有任何塗裝、貼磁磚、貼石材等材料，表現混凝土的一種素顏的手法。但由於擔心會被雨水浸透或劣化，可能會噴上一層防水保護膜。
由於清水混凝土不會再有其他裝飾用的材料，因此對於風雨的抵抗力要非常注意施工規範中關於鋼筋混凝土保護層的規定，在施工階段要非常細心的管理，發包者、施工者往往對此敬而遠之。然而清水混凝土構造獨特的強力、清潔感、素材感等出色的美學表現，作品個性強烈的設計者會特別喜歡它。另外，由於清水混凝土缺乏拆除模板後的裝修工程，因此在組模的階段就大致決定其好壞。相較於木造建築偏愛素木素材感的傳統，建模工匠高超的施工技術和完工的精度，在日本以「家傳絕技」之稱一枝獨秀。

## 源於製造法的定義
含有水泥的混凝土，會以被稱為「水泥漿」的流動體狀態，產生吸收水分而硬化的水合作用來維持其強度，最後形成建築物的「結構體」。進行這一連串作用的場所和施工方法，大概可以分為三種：
1. 現澆混凝土：在建築物最終的部分（柱、牆、地板等等）進行。
2. PC（預鑄混凝土）：在工廠等地進行上述硬化的程序，在施工現場以金屬零件固定建築的本體。
3. 介於兩者之間。將一部分的1和2混在一起，利用兩者的長處。

一般被稱為「清水混凝土」的都是指1。屬於2的，並不將完工的混凝土稱為「清水混凝土」，而稱之為「裝飾混凝土」。3的部分，也有將現澆的部分稱為「清水混凝土」的情況。
由於2是工廠所生產的，因此比1的精度還要好。但也能從1的精度捕捉到一絲狂放的風味。

## 歷史與表現
混凝土（正確的名稱是「水泥混凝土」。光稱混凝土的話也有其他如瀝青混凝土之類的）的原料是水泥、砂（細骨材）、砂石（粗骨材）和水。沒加砂石的稱之為「砂漿」。
利用水泥的歷史很古老，可上溯至古埃及。混凝土的原型也可見於古羅馬，但像現在這樣用於建築構造材料的，卻是從18世紀末開始。此後，混凝土成為近代建築發展不可或缺的新建材，與鐵和玻璃並列為近代建築的三要素。
做為建築完工表現的清水混凝土歷史，雖說始於法國建築師奧古斯特·佩雷邯錫教堂（法語：Église Notre-Dame du Raincy）（1923年）中運用的柱梁表現，但世界上率先將清水混凝土用於牆壁表現的，我們現在第一個想到的卻是位於日本東京，由捷克建築師安東尼·雷蒙（捷克語：Antonín Raymond）設計的雷蒙自宅（Reinanzaka House）（1924年）。那自由的可塑性，做為德國表現主義之首，大量地活用其曲面的表現，與鮮活造型表現相應的「清水混凝土」也受到了歡迎。
此後，基於包浩斯、國際現代建築協會（CIAM）等團體的活動，直線的建築形態成為主流，「清水混凝土」的手法就很少被採用。不過在第二次世界大戰之後，科比意、路易·康等人的作品，再次讓「清水混凝土」成為建築表現的主角。相對於科比意從前強烈粗獷表現的解釋，康則提出了如美麗光輝一般表現的新解。學習於前者之下的前川國男等人的「清水混凝土」，是位於前者思想的延長線上（例如東京文化會館等），而私淑後者的安藤忠雄等人的現代商業建築及住宅，可以說是站在後者思想的延長線上。
目前最高的清水混凝土建築座落於台灣台中市西屯區的富邦文心大樓，高89.9公尺。